# Área de Proteção Ambiental da Ilha do Combu

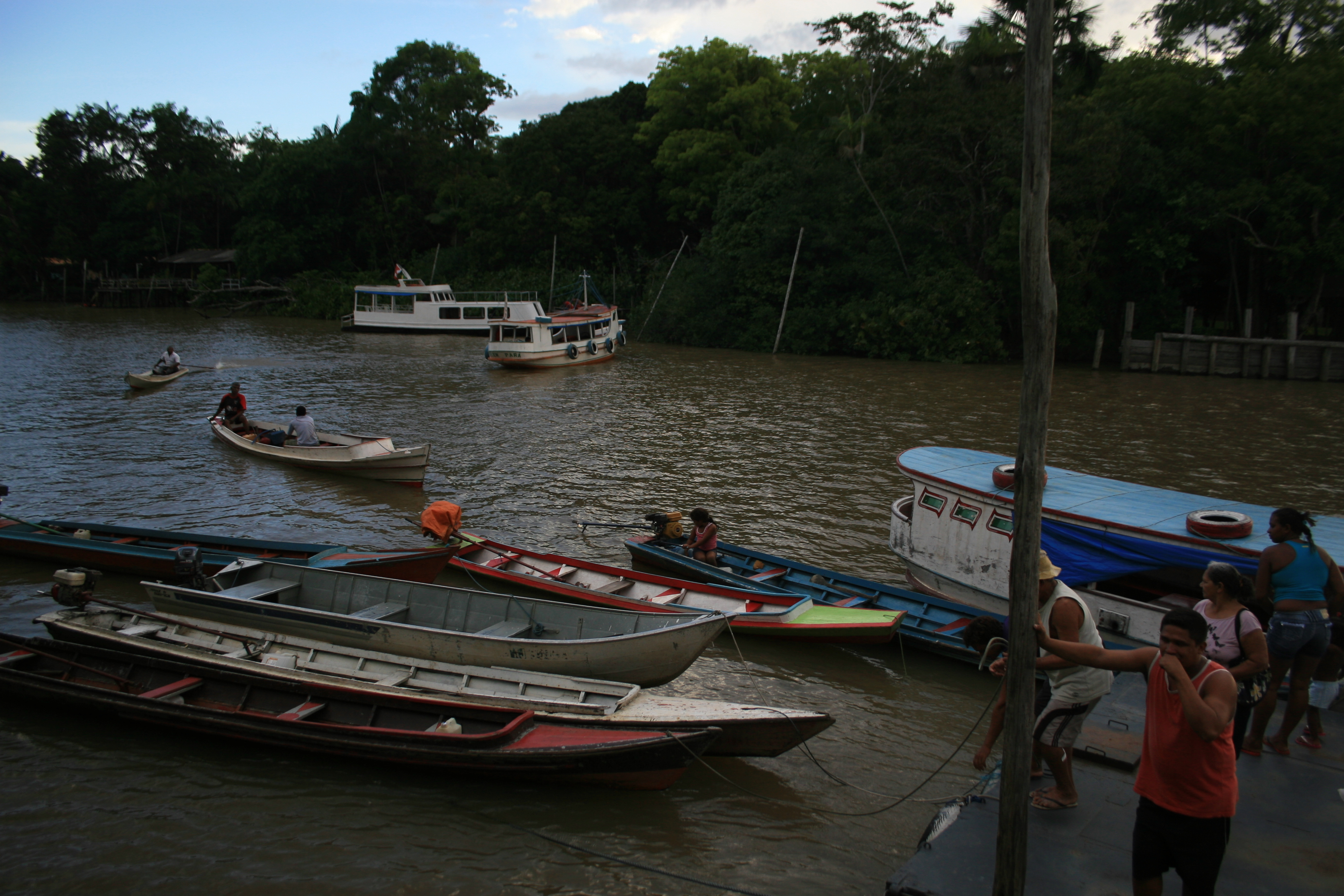
Um dos canais que circundam a ilha

A Área de Proteção Ambiental do Arquipélago do Combu (APA Combu) é uma Unidade de Conservação de uso sustentável da natureza, do tipo área de proteção ambiental (APA) criada em 1997 com 1,5 mil hectare, localizada na ilha homônima, uma das 42 ilhas que compõem a região insular do município de Belém (estado do Pará).
Combu é a quarta maior ilha (área 9 236 km²) do complexo insular de 329,9361 km² (que representa 65% do território da capital paraense), localizada na margem esquerda do Rio Guamá, em frente à orla de Belém. Com uma população de aproximadamente 1 800 pessoas. Esta localizada a 6,30 km ao sul da cidade, tem como limite: ao norte as margens do rio Guamá; ao sul é circundada pelo furo São Benedito; à leste pelo furo da Paciência e; à oeste pela baía do Guajará

## Criação
Em 1997, foi criada a APA Combu através da Lei Estadual nº 6.083, de 13 de novembro do mesmo ano, que segundo a Lei Federal nº 9.985 de 2000, busca garantir a proteção dos recursos naturais da região, as condições de vida da população e o desenvolvimento sustentável da área.
Economicamente, a população local vive principalmente da pesca artesanal, do turismo e do extrativismo vegetal, principalmente do açaí, que é beneficiado e transportado para consumo da população na região metropolitana de Belém. Também presente na APA, o "Projeto de Assentamento Agro-Extrativista" (PAE Combu, formalizado via Portaria Federal 75 de novembro de 2006), promovido desde 2006 pelo "Instituto Nacional de Colonização e Reforma Agrária" (INCRA), beneficiando 128 famílias com recursos financeiros para a construção/reforma de residências e aquisição de insumos/equipamentos para uso na atividades extrativistas.

## Unidade de Conservação
As Unidades de Conservação (UCs) são áreas naturais protegidas por lei, podendo ser de Proteção Integral, ou de Uso Sustentável. As administrações são feitas pelo Instituto Chico Mendes de Conservação da Biodiversidade (ICMBIO), responsável pelo Sistema Nacional de Unidades de Conservação (SNUC), ou podendo ser associadas com Fundações públicas.
O Instituto Chico Mendes (ICMBIO) reconhece a contribuição histórica das comunidades tradicionais na conservação do meio ambiente e no uso sustentável dos recursos naturais. Assim em 2010 este órgão gestor regularizou a situação fundiária das ocupações das comunidades tradicionais nas Unidades de Conservação, as terras situadas em áreas da União foram cedidas às famílias extrativistas (como pescadores e marisqueiros), sob jurisdição da Secretaria do Patrimônio da União/SPU (manguezais, áreas marinhas, espelhos d'água e ilhas federais situadas na Amazônia Legal), a partir da demanda do Plano de Ação Prioritário 2009-2010 da Comissão Nacional de Desenvolvimento Sustentável de Povos e Comunidades Tradicionais.

## Gestão
Em 2008, foi criado o conselho é deliberativo e trabalha junto ao órgão gestor Instituto Chico Mendes de Conservação da Biodiversidade (ICMBIO) em 24 de outubro deste ano. Com objetivo de contribuir com à efetiva implementação do Plano de Manejo desta Unidade, que ainda esrtá em elaboração. 

Em 2016, foi criada a COMISSÃO EXECUTIVA DE ELABORAÇÃO E ACOMPANHAMENTO DE PRODUTOS - COMBU (CEEAP COMBU), buscando assegurar a transparecia no andamento do processo de elaboração e validação do Plano de Gestão da Unidade de Conservação, bem como dos subprodutos deste Plano.

### Plano de Manejo
O Plano de Manejo da APA Combu está em processo de elaboração desde 2010. Conforme o Sistema Nacional de Unidades de Conservação (SNUC), o planejamento de uma Unidade de Conservação deve ser estabelecido a partir do Plano de Manejo. Um documento técnico que, fundamentado nos objetivos gerais da Unidade de Conservação, estabelece o zoneamento e as normas que irão presidir o uso da área e o manejo dos seus recursos naturais, assim como a implatação de estruturas físicas necessárias para a gestão da UC. É de responsabilidade do órgão gestor ou do proprietário da Unidade a elaboração do seu Plano de Manejo, que deve ser orientado por roteiros metodológicos básicos estabelecidos pelos órgãos executores do SNUC.

## Fitofisionomia
A fitofisionomia representa a vegetação predominante local associada as espécies pioneiras, que correspondendo a 100 % da Área de Proteção.

## Bioma
A Unidade de Conservação possui sua área total inserida no bioma amazônico.

## Bacia hidrográfica
A Unidade de Conservação é integrante da Bacia Hidrográfica do Marajó.

## Programa Ararajubas
A Ararajuba, uma ave típica da região Norte, durante 60 anos não teve registro de aparição na região metropolitana de Belém devido o processo de extinção entre as décadas de 1940/1950, devido: a expansão urbana, o desmatamento e, o comércio ilegal.
Em 2017, chegaram à Belém vindas de São Paulo doze espécimes de Ararajuba, que foi reintroduzida nas Unidades de Conservação da região da capital paraense, através do Programa de Reintrodução e Monitoramento de Ararajubas (Guaruba guarouba), desenvolvido pelo Instituto de Desenvolvimento Florestal e da Biodiversidade do Estado do Pará (Ideflor-bio) e a pela Fundação Lymington.

As aves passarão por um processo de readaptação de quatro meses em viveiros, e depois foram libertas nas áreas abertas do: Parque do Utinga, Área de Proteção Ambiental da Região Metropolitana de Belém, APA do Combu, Refúgio de Vida Silvestre Metrópole da Amazônia e, na área do quilombo  Abacatal.